# Буланова Тетяна Іванівна
Тетяна Іванівна Буланова (нар. 6 березня 1969, Ленінград, СРСР) — російська естрадна співачка і актриса. Заслужена артистка Росії (2004). Володарка російської премії «Овація».

## Біографія

### Дитинство і юність
Батько — Іван Петрович Буланов (1933—1998)), закінчив Саратовське військово-морське підготовче училище (СВМПУ) і Вище військово-морське училище підводного плавання, служив мінером-торпедистом на Півночі. З появою ракетних підводних човнів одним з перших став командиром бойової ракетної частини. У 1968 році закінчив Військово-морську академію, став працювати начальником лабораторії. У відставку пішов у 1990 році з посади заступника начальника факультету озброєння в званні капітана першого рангу. Помер після важкої хвороби.
Мати — Ніна Павлівна Буланова — за професією фотограф.
В сім'ї Буланових двоє дітей — і її старший брат Валентин Буланов, який, як і батько, став військовим-підводником. Навчаючись у першому класі, відвідувала заняття з художньої гімнастики, але через навчання в музичній школі гімнастику була змушена залишити. Музикою стала цікавитися завдяки матері, закінчила музичну школу по класу фортепіано. До 15 років почала грати міські романси на гітарі. У 1987 році була зарахована на вечірнє відділення бібліотечного факультету Ленінградського інституту культури за спеціальністю «бібліотекар-бібліограф».
Під час навчання в інституті паралельно працювала в бібліотеці Військово-морської академії в іноземному відділі. Дізнавшись, що в школу-студію при Ленінградському мюзик-холі набираються учні, з третього курсу інституту культури восени 1989 року пішла на вокальне відділення, де провчилася близько року. В той період цей навчальний заклад прирівнювалося за рівнем освіти до театрального училища. У грудні 1989 року Тетяна познайомилася з Миколою Тагріним, який на той момент був керівником групи «Літній сад», а згодом став чоловіком і батьком першої дитини. Разом з цією групою Тетяна Буланова записала свої перші пісні, а пізніше почала гастролювати по містах Росії. Сценічний дебют Буланової відбувся 16 квітня 1990 року на сцені актового залу Технологічного інституту.

### Початок кар'єри
У 1991 році з групою «Літній сад» взяла участь у фестивалі «Ялта-1991», виступила в телевізійній передачі «Новорічний Блакитний Вогник» з піснею «Як би не так». У тому ж році за виконання пісні «Не плач» на конкурсі «Шлягер-1991» вона була удостоєна гран-прі. Надалі виступала в багатьох містах і регіонах Росії.
Незабаром гурт записує альбом «Дивна зустріч», пісні з якого були написані поетом Сергієм Патрушевим. Дві пісні з альбому були удостоєні премії «Пісня року»: «Колискова» (1994) і «Скажи мені правду, отаман» (1995). Пізніше був записаний альбом «Зрада», але у зв'язку з вагітністю його випуск довелося відкласти. У 1994 році альбом «Зрада» вийшов у світ.
У 1995 році уклала контракт зі студією «СОЮЗ» і записала альбом «Зворотний квиток» у співпраці з Іллею Рєзником. Альбом вийшов в березні 1996 року, і як зізнається сама співачка, вийшов не дуже вдалим, і вирішила змінити імідж.

### Пік популярності
У 1996 році спільно з композитором Олегом Молчановим і поетом Аркадієм Славоросовим Тетяна записала альбом «Моє російське серце», завдяки якому Тетяна почала набувати популярності. Одна з пісень з альбому — «Ясний мій світ», була удостоєна таких нагород, як «Золотий Грамофон» і «Пісня року» і стала хітом 1996 року. Також співачка бере участь у зйомках телефільму «Старі пісні про головне 2» з піснею «Ніжність». Проходять концерти в ГКЦ «Росія» в Москві, концерти транслюються на російському радіо і телебаченні.
У січні 1997 року Тетяна продовжує співпрацювати з Олегом Молчановим і Аркадієм Славоросовим. Навесні вийшов кліп на пісню «Мій любий», режисером якого став Володимир Шевельков. У вересні 1997 року був випущений альбом «Стерпиться-злюбиться» і знято ще 3 відеокліпу: «Деркач», «Стерпиться-злюбиться», і «Ось і сонце сіло». У тому ж році Тетяна отримує другий «Золотий грамофон» за пісню «Мій любий» і бере участь у фестивалі «Пісня року» з піснею «Стерпиться-злюбиться».

### 1998— теперішній час
У 1998 році співпраця співачки зі студією «СОЮЗ» підійшов до кінця. Був записаний альбом «Жіноче серце», але його вихід довелося відкласти до кінця року у зв'язку з кризою в країні.
27 вересня 1999 року Тетяна випустила альбом в стилі рок-музики «Зграя», написаний Олегом Молчановим. На пісню «Вітер співав» був знятий відеокліп. Також співачка знялася в серіалах «Вулиці розбитих ліхтарів», «Бандитський Петербург», «Обережно, модерн! 2», в яких вона зіграла саму себе, а також виконала кілька пісень.
У 2000 році спільно з пітерським діджеєм Цветкоff був зроблений ремікс на пісню «Купи-продай», який так і не вийшов. У грудні 2000 року альбом танцювальної музики, пісні до якого були написані Олегом Попковим. Пісня «Мій сон» стала лауреатом таких премій, як «Золотий грамофон» і «Пісня року». На 3 пісні з альбому були зняті відеокліпи. У березні 2001 року виходить альбом «День народження».
Влітку 2001 року був перевиданий альбом «Мій сон» під новою назвою «Літній сон», в який увійшли 2 нові пісні і 4 ремікси. Пізніше був випущений альбом «Золото любові».
В 2002 році був випущений диск «Червоне на білому», в який увійшли кавер-версії пісень групи «Рамштайн» спільно з групою «Кардинал» і перевидані перші чотири альбоми в складі «Літнього саду». У цьому ж році Тетяна записує альбом «гра» у співпраці з Олегом Попковим. У грудні відбулася презентація в клубі «Метелиця». На 4 пісні з альбому були зняті відеокліпи. У 2003 році Тетяна випускає альбом «Любов», спільно з Андрієм Івановим. У серпні 2003 виходить пісня «Ангел», на яку знімається відеокліп.
У той же час у співачки виник конфлікт з «Першим Каналом». На фестивалі «Пісня року-2003» з піснями «Ангел» і «Ніжність», співачка була нагороджена призом імені К. І. Шульженко за внесок у розвиток вітчизняної пісні. 23 листопада 2004 року Булановій присвоєно звання «Заслужений артист Російської Федерації».
У квітні 2004 року вийшов диск «Біла черемха». Було знято 3 відеокліпи на пісні з альбому. У травні 2005 був записаний альбом «Летіла душа». Обидва альбоми випущені на студії «АРС». Влітку 2005 року Тетяна розлучилася з чоловіком і продюсером Миколою Тагріним.
18 жовтня 2005 року Буланова вдруге вийшла заміж за футболіста Владислава Радімова. 8 березня 2007 року у них народився син Микита.
У 2007 році Буланова спільно з Оксаною Робскі випускає свою автобіографію під назвою «Територія жінки». У тому ж році знімається в художньому фільмі Ст. Аксьонова «Любов ще, бути може…», який виходить на DVD в 2008 році.
У 2008 році Тетяна бере участь у проекті каналу НТВ «Суперстар 2008. Команда мрії» і виходить у фінал. У 2009 році був записаний хіт «Нескінченна історія», композитором якого став соліст групи «Вінтаж» — Олексій Романов. Пісня успішно ротується на «Русском радио» і отримує премію «Пісня року». Ще один трек «Мій транс» спільно з Noel Gitman, провалився в комерційному плані, але отримав певну популярність.
У 2009—2010 роках канал «СТО», на якому Тетяна з 2008 року вела програму «Не чоловіча це справа», був знятий документальний фільм, присвячений 20-річчю групи «Літній сад». Влітку 2010 року виходить перший за три роки альбом «Романси». Робота над диском тривала протягом 5 років.
У 2010 році Тетяна співпрацює з Сергієм Любавіним, записавши з ним дуетну пісню «Квітка», на яку був знятий відеокліп. Також був знятий кліп «Спи, моє сонечко», спільно з Жасмін, Алсу, Лерою Кудрявцевою і Іриною Дубцовою. У 2011 бере участь у телепроєкті «Танці з зірками» в парі з танцюристом Дмитром Ляшенко. Тетяна стає переможцем цього телепроєкту, а також отримує звання «Жінка року 2011». У 2012 році Тетяна виграє премію «20 успішних людей Санкт-Петербурга» в номінації «Естрадний виконавець». Паралельно вона продовжує музичну кар'єру, відновлює роботу з музикантом Олегом Попковим, знімається в кліпі «Поранені птахи» з Сергієм Переверзевим, відвідує Україну з сольними концертами.
У 2013 році виходять нові треки співачки «Знаки» і «Струм по тілу», з'являються нові дуети — З цього дня" (з К. Костомаровим), «Розведені мости» (з А. Иншаковым), «Ніколи не говори ніколи» (с А. Ломинским). Відновлюється співпраця з А. Івановим — пісня «Єдиний дім». На дані композиції були зняті відеокліпи. У грудні 2013 року був випущений кліп на нову Новорічну пісню. 8 грудня 2013 року Буланова стала Лауреатом премії «Зірка Дорожнього радіо».
На початку 2014 року були презентовані відеокліпи «З Новим роком»і «Ніколи не говори ніколи». В лютому 2014 року стала учасником шоу перевтілень «Точнісінько» на Першому каналі, зробивши пародії на таких музичних виконавців як Наталі, Sandra, Патрісія Каас, Modern Talking, Брітні Спірс та інших. Влітку співачка випустила пісні «Дімка» і «Час».
У 2015 році презентує одразу кілька сольних новинок: «Не ти»; «Дитинство»; «Не відпускай мене»; «У моєму кіно»; «Не бійтеся любові».'
У березні проходять зйомки кліпу на пісню «Дитинство», режисером якого став Олег Гусєв. У квітні 2015 році Тетяна отримує другу премію «Шансон року» за пісню «Квітка» (спільно з Любавіним). В кінці 2015 року Тетяна отримує премію «Золотий грамофон» (Кращі пісні за 20 років) за пісню «Ясний мій світ» (Шоста статуетка).
11 грудня 2015 року виходить пісня «Не бійтеся любові», написана відомим поетом — піснярем Гуцерієвим і композитором Костянтином Костомаровим.
13 грудня 2015 року Тетяна стала п'ятим лауреатом премії російської «Зірка Дорожнього радіо», виконавши пісні: «Не відпускай мене» і «Ясний мій світ».
Перед Новим роком виходять два дуети: «Кружляє сніг» (спільно з Любавіним) і «Пітер» спільно з Арабовим).

### Нагороди
- 1991 — Гран-прі фестивалю «Шлягер-1991», пісня «Не плач»
- 1994 — Національна музична премія «Овація» — «Відкриття року»
- 1994 — Звання «Краща співачка року» в Хіт-параді «Звукової доріжки» газети «Московський комсомолець»
- 1996 (I) — Премія «Російського радіо» «Золотий грамофон», пісня «Ясний мій світ»
- 1996 — Звання «Краща співачка року» в Хіт-параді «Звукової доріжки» газети «Московський комсомолець»
- 1997 — Премія журналу «Алла» «за саму несподівану і вдалу зміну іміджу»
- 1997 (II) — Премія «Російського радіо» «Золотий грамофон», пісня «Мій любий»
- 1999 (IV) — Премія «Російського радіо» «Золотий грамофон», пісня «Багато не мало»
- 2000 (V) — Премія «Російського радіо» «Золотий грамофон», пісня «Мій сон»
- 2000 (V) — Премія «Російського радіо» «Золотий грамофон», Санкт-Петербург, пісня «Мій сон»
- 2001 — Премія програми «Стильні штучки», телеканал СТС
- 2001 (VI) — Премія «Російського радіо» «Золотий грамофон», пісня «Ти не любила»
- 2001 (VI) — Премія «Російського радіо» «Золотий грамофон», Санкт-Петербург, пісня «Золота пора»
- 2002 — Приз «Срібний диск», телеканал ТВЦ
- 2002 (VII) — Премія «Російського радіо» «Золотий грамофон», Санкт-Петербург, пісня «Не плач»
- 2003 — Ювілейний Диплом Залу слави «Звукової доріжки»
- 2003 — Пам'ятний Приз телевізійного фестивалю «Пісня року» імені К. І. Шульженко «за внесок у розвиток вітчизняної пісні»
- 2004 — Пам'ятний приз «Звукової доріжки»
- 2004 — Диплом та пам'ятний приз програми «Срібний диск»
- 2004 — Присвоєння звання «Заслужений артист Російської Федерації»
- 2010 — Орден «Честь і мужність» фонду ветеранів МВС україни «за досягнення в культурній діяльності на благо Російської держави»
- 2011 — Присвоєння звання «Жінка Року 2011»
- 2011 — Перемога у проекті «Танці з зірками»
- 2011 — Премії «Шансон року», пісня «Квітка» (спільно з С. Любавиным)
- 2011 — Премія «Пітер FM»
- 2012 — Перша премія «Зірки Дорожнього радіо», пісня «Квітка» (спільно з С. Любавиным)
- 2012 — 3-я премія «Пітер FM»
- 2012 — Перемога в номінації «Естрадний виконавець» — премія «20 успішних людей Петербурга 2012 року»
- 2012 — Лауреат премії «Зірка Дорожнього радіо» (Санкт — Петербург, 09.12.2012), пісня «Жіноча дружба» і «Ось такі справи»
- 2013 — Лауреат премії «Зірка Дорожнього радіо» (Санкт — Петербург, 08.12.2013), пісня «Ясний мій світ»
- 2014 — Лауреат премії «Зірка Дорожнього радіо» (Санкт — Петербург, 14.12.2014), пісня «Ясний мій світ»
- 2015 — Премію «Шансон року», пісня «Квітка» (спільно з С. Любавиным)
- 2015 — (XX) Премія «Російського радіо» «Золотий грамофон» пісня «Ясний мій світ»
- 2015 — Лауреат премії «Зірка Дорожнього радіо» (Санкт — Петербург, 13.12.2015), пісня «Ясний мій світ» і «Ти не відпускай мене»
- 2016 — Премію «Шансон року», пісня «Не бійтеся любові» (16.04.2016, Москва, Кремль)
- 2016 — Премію «Шансон року», пісні «Не відпускай мене» і «Не бійтеся любові» (17.04.2016, Санкт-Петербург, БКЗ Жовтневий)
- 2016 — Лауреат шостий премії «Зірка Дорожнього радіо» (Санкт — Петербург, 11.12.2015), пісня «Не бійтеся любові» і «Мій любий»

### Телебачення
У 1996 році Буланова брала участь у передачі «Поле чудес» з піснею «Ніжність». Як приз вона отримала мандарини і роликові ковзани. У тому ж році виконавиця брала участь в одному з випусків програми «Вгадай мелодію». У 1993—1997 роках брала участь у телегрі «L-клуб».
У 2007 році Тетяна взяла участь у проекті «Дві зірки» разом з Михайлом Швидким.
У 2008 році взяла участь у шоу «Ти суперстар» на російському телеканалі НТВ, де увійшла до п'ятірки кращих.
У 2008 році Тетяна Буланова стала ведучою телепрограми «Колекція вражень з Тетяною Буланової» на телеканалі 100ТВ, а з 28 лютого 2010 року — однією з ведучих ток-шоу телеканалу 100ТВ під назвою «Не чоловіча це справа».
У 2011 році стала переможницею телепроєкту «Танці з зірками».
З 2 травня 2012 року стає ведучою ток-шоу, реаліті шоу) «Між нами, дівчатами» на російському Першому каналі.
З 27 жовтня 2013 року по 29 грудня 2013 року — бере участь у проекті «Битва хорів» на телеканалі Росія 1, де вперше стає наставником хору з Воронежа і Воронезької області.
З 2 березня 2014 року стає учасницею шоу перевтілень «Точнісінько» на російському Першому каналі.
Образи в шоу перевтілень «Точнісінько»:
- Наталі — Про боже який чоловік" — 2 березня 2014 (19 балів з 25)
- Жанна Бічевська — «По диким степах Забайкалля» — 9 березня 2014 (25 з 25)
- Едіта П'єха — «Манжерок» — 16 березня 2014 (22 з 25)
- Наталія Ветлицька — Подивися в очі" — 23 березня 2014 (21 з 25)
- Патрісія Каас — «Mon mec a moi» — 30 березня 2014 (25 з 25) «Кращий виступ випуску»
- Мерилін Монро — «I wanna be loved by you» — 6 квітня 2014 (25 з 25)
- Віктор Салтиков — «Коні в яблуках» — 13 квітня 2014 (21 з 25)
- Алла Пугачова — «Справі час» — 20 квітня 2014 (25 з 25)
- Сандра Крету — «Maria Magdalena» — 27 квітня 2014 (24 з 25)
- Брітні Спірс — «Oops!… I Did It Again» — 11 травня 2014 (22 з 25)
- Мариля Родович — «Kolorowe jarmarki» — 18 травня 2014 (25 з 25)
- Томас Андерс — «You're My Heart, You're My Soul» — 25 травня 2014 (23 з 25)
- Сезарія Евора — «Besame mucho» — 1 червня 2014 (25 з 25)
- Ардіс Фагерхолм — «ain't nobody's Business» — 8 червня 2014 (25 з 25)
- Любов Успенська — «Люба, Любонька» — 1 січня 2015 (Новорічний виступ)

### Пісня року
Фінальні пісні:
| Рік             | Назва пісні               | Музика       | Слова                               |
| --------------- | ------------------------- | ------------ | ----------------------------------- |
| Пісня 1992 року | Сине море                 | Р. Паулс     | І. Резник                           |
| Пісня 1994 року | Колискова                 | В. Духовний  | С. Патрушев                         |
| Пісня 1995 року | Скажи мені правду, отаман | В. Духовний  | С. Патрушев                         |
| Пісня 1996 року | Ясний мій світ            | О. Молчанов  | А. Славоросов                       |
| Пісня 1997 року | Стерпиться — злюбиться    | В. Зубков    | К. Арсенев                          |
| Пісня 1999 року | Мало не багато            | О. Молчанов  | К. Крастошевский                    |
| Пісня 2000 року | Мій сон                   | О. Попков    | О. Попков                           |
| Пісня 2001 року | Золота пора               | О. Попков    | О. Попков                           |
| Пісня 2003 року | Ніжність                  | А. Пахмутова | Н. Добронравов, С. Гребенніков      |
| Пісня 2003 року | Ангел                     | Н. Підборів  | С. Куль                             |
| Пісня 2004 року | Осені у вічі              | В. Латишко   | В. Латишко                          |
| Пісня 2004 року | Біла черемха              | О. Пахомов   | О. Пахомов                          |
| Пісня року 2009 | Нескінченна історія       | А. Романоф   | А. Романоф, А. Ковальов, А. Сахаров |

Проміжні пісні, які брали участь у Пісні року:
| Рік             | Назва пісні               | Музика       | Слова            |
| --------------- | ------------------------- | ------------ | ---------------- |
| Пісня 1993 року | Як шкода                  | А. Боголюбов | А. Боголюбов     |
| Пісня 1993 року | Синє море                 | Р. Паулс     | В. Резник        |
| Пісня 1994 року | Тільки ти                 | А. Боголюбов | А. Боголюбов     |
| Пісня 1994 року | Колискова                 | В. Духовний  | С. Патрушев      |
| Пісня 1995 року | Скажи мені правду, отаман | В. Духовний  | С. Патрушев      |
| Пісня 1996 року | Птах — Фенікс             | Р. Паулс     | В. Резник        |
| Пісня 1997 року | Стерпиться, злюбиться     | В. Зубков    | К. Арсенев       |
| Пісня 1998 року | Деркач                    | О. Молчанов  | А. Славоросов    |
| Пісня 1999 року | Мертві квіти              | О. Молчанов  | А. Славоросов    |
| Пісня 2000 року | Обдурила                  | О. Молчанов  | К. Крастошевский |
| Пісня 2003 року | Подзвони                  | О. Попков    | О. Попков        |
| Пісня 2003 року | Кулю в небо блакитне      | О. Попков    | О. Попков        |
| Пісня 2004 року | Ось такі справи (ремікс)  | Н. Підборів  | С. Куль          |

| Рік             | Назва пісні        | Музика       | Слова                          |
| --------------- | ------------------ | ------------ | ------------------------------ |
| Пісня 1997 року | Ніжність           | А. Пахмутова | Н. Добронравов, С. Гребенніков |
| Пісня 1997 року | Ясний мій світ     | О. Молчанов  | А. Славоросов                  |
| Пісня 2005 року | Від зорі до зорі   | Т. Попа      | Р. Різдвяний                   |
| Пісня 2005 року | Летіла душа        | С. Чепурнов  | С. Чепурнов                    |
| Пісня 2005 року | Не сумуй не шкодуй | Н. Підборів  | П. Попов                       |

## Родина
- Перший чоловік — музикант і продюсер Микола Тагрин; прожили разом 13 років[7].

Син Олександр (нар. 19 березня 1993 року)
- Другий чоловік (з 18 жовтня 2005)[8] — футболіст і тренер Владислав Радімов.

Син Микита (нар. 8 березня 2007 року)
- Третій чоловік (з 6 червня 2023)[8] — бізнесмен Руднев Валерій.

## Дискографія

### Студійні альбоми
| №  | Рік  | Назва альбому          | Лейбл |
| -- | ---- | ---------------------- | --- |
| 1  | 1990 | «25 гвоздик»           | Магнітоальбом; CD — «Союз», 2002 |
| 2  | 1991 | «Не плачь»             | Магнітоальбом; вініл — «Русский диск», 1991; CD — «Союз», 2002 |
| 3  | 1992 | «Старшая сестра»       | Магнітоальбом; вініл — «Русский диск», 1992; CD — «Союз», 2002 |
| 4  | 1993 | «Странная встреча»     | Магнітоальбом — АППФ «Бекар» и «Союз», 1993; винил — АППФ «Бекар» і «Апрелевка саунд инк.», 1993; CD — АППФ «Бекар» и «Русское снабжение», 1994, «Триарий», 1994, «Союз», 1996 |
| 5  | 1994 | «Измена»               | Магнітоальбом — АППФ «Бекар» и «Союз»; вініл— «Апрелевка саунд инк.»; CD — UEP, 1994, «Союз», 2002                                                                             |
| 6  | 1996 | «Обратный билет»       | «Союз» |
| 7  | 1996 | «Моё русское сердце»   | «Союз» |
| 8  | 1997 | «Стерпится — слюбится» | «Союз» |
| 9  | 1998 | «Женское сердце»       | «Extraphone» |
| 10 | 1999 | «Стая»                 | «Iceberg-music» |
| 11 | 2000 | «Мой сон»              | «Iceberg-music» |
| 12 | 2001 | «День Рождения»        | «Grand Records» |
| 13 | 2001 | «Золото любви»         | «Iceberg-music» |
| 14 | 2002 | «Красное на белом»     | «Мистерия звука» |
| 15 | 2002 | «Это игра»             | «Iceberg-music» |
| 16 | 2003 | «Любовь»               | «Artur-music» |
| 17 | 2004 | «Белая черёмуха»       | «АРС-рекордз» |
| 18 | 2005 | «Летела душа»          | «АРС-рекордз» |
| 19 | 2007 | «Люблю и скучаю»       | «Квадро-диск» |
| 20 | 2010 | «Романсы»              | Bomba-Piter |

### Збірки
| №  | Рік  | Назва альбому                                               | Лейбл             |
| -- | ---- | ----------------------------------------------------------- | ----------------- |
| 1  | 1993 | «Балади»                                                    | UEP               |
| 2  | 1995 | «Я зведу тебе з розуму»                                     | CD — «Союз», 1996 |
| 3  | 1995 | «Скоро біль пройде»                                         | CD — «Союз», 1996 |
| 4  | 1998 | «The Best»                                                  | «Союз»            |
| 5  | 2001 | «Літній сон»                                                | «Iceberg-миѕіс»   |
| 6  | 2002 | «Біле на червоному»                                         | «Містерія звуку»  |
| 7  | 2002 | «Антиальбом» (спільно з групою «Кардинал»)                  | «Моноліт»         |
| 8  | 2002 | «Колекційне перевидання легендарних альбомів 1990—1994 рр.» | «Союз»            |
| 9  | 2005 | «Grand Collection»                                          | «Квадро-диск»     |
| 10 | 2013 | «Тільки найкраще (mp3)»                                     | «Союз»            |

## Відеографія
| №  | Рік  | Кліп                                                       | Режисер         | Альбом                 |
| -- | ---- | ---------------------------------------------------------- | --------------- | ---------------------- |
| 1  | 1991 | «Не плачь»                                                 | А. Базанов      | «Не плачь»             |
| 2  | 1992 | «Как жаль»                                                 | О. Гусев        | «Старшая сестра»       |
| 3  | 1993 | «Синее море»                                               | неизв.          | «Измена»               |
| 4  | 1994 | «Только ты»                                                | В. Шевельков    | «Измена»               |
| 5  | 1994 | «Плачу»                                                    | С. Бархатова    | «Измена»               |
| 6  | 1996 | «Ясный мой свет»                                           | В. Шевельков    | «Моё русское сердце»   |
| 7  | 1997 | «Мой ненаглядный»                                          | В. Шевельков    | «Стерпится — слюбится» |
| 8  | 1997 | «Коростель»                                                | Б. Деденев      | «Стерпится — слюбится» |
| 9  | 1997 | «Вот и солнце село»                                        | В. Шевельков    | «Стерпится — слюбится» |
| 10 | 1997 | «Стерпится — слюбится»                                     | Б. Деденев      | «Стерпится — слюбится» |
| 11 | 1998 | «Ледяное сердце»                                           | В. Шевельков    | «Женское сердце»       |
| 12 | 1999 | «Ветер пел»                                                | А. Солоха       | «Стая»                 |
| 13 | 1999 | «Мёртвые цветы»                                            | А. Солоха       | «Стая»                 |
| 14 | 2000 | «Мой сон»                                                  | А. Игудин       | «Мой сон»              |
| 15 | 2000 | «Лето — зима»                                              | А. Игудин       | «Мой сон»              |
| 16 | 2000 | «Лето — зима (Latrack Extasy Techno Mix)»                  | А. Игудин       | «Летний сон»           |
| 18 | 2001 | «Тебя люблю»                                               | А. Игудин       | «Мой сон»              |
| 19 | 2001 | «Золотая пора»                                             | А. Игудин       | «Золото любви»         |
| 20 | 2001 | «Ты не люби его»                                           | А. Игудин       | «Золото любви»         |
| 21 | 2002 | «Да — это нет»                                             | Т. Буланова     | «Это игра»             |
| 22 | 2002 | «Просто ветер (дуэт с О. Попковым)»                        | В. Удальцов     | «Это игра»             |
| 23 | 2003 | «Позвони»                                                  | В. Хаттин       | «Это игра»             |
| 24 | 2003 | «Любила только тебя»                                       | В. Бондарюк     | «Это игра»             |
| 25 | 2003 | «Вот такие дела»                                           | А. Игудин       | «Белая чрёмуха»        |
| 26 | 2004 | «Белая черёмуха»                                           | А. Игудин       | «Белая черёмуха»       |
| 27 | 2004 | «Ангел»                                                    | В. Хаттин       | «Белая черёмуха»       |
| 28 | 2004 | «Осени в глаза»                                            | А. Смирнов      | «Летела душа»          |
| 29 | 2005 | «Летела душа»                                              | А. Смирнов      | «Летела душа»          |
| 30 | 2006 | «Люблю и скучаю»                                           | Н. Адрианова    | «Люблю и скучаю»       |
| 31 | 2010 | «Цветок (дуэт с Сергеем Любавиным)»                        | Е. Курицын      |                        |
| 32 | 2012 | «Раненые птицы (дуэт с Сергеем Переверзевым)»              | С. Переверзев   |                        |
| 33 | 2013 | «С этого дня (дуэт с Константином Костомаровым)»           | Lex Rusakoff    |                        |
| 34 | 2013 | «Разведены мосты (дуэт с Александром Иншаковым)»           | А. Игудин       |                        |
| 35 | 2014 | «Никогда не говори никогда (дуэт с Александром Ломинским)» | Студия «Другие» |                        |
| 36 | 2015 | «Детство»                                                  | О. Гусев        |                        |
| 37 | 2016 | «Не бойтесь любви»                                         | О. Гусев        |                        |

## Фільмографія
- 1996 — «Старі пісні про головне-2»
- 1997 — «Старі пісні про головне-3»
- 1999 — «Вулиці розбитих ліхтарів 2» — Таня Буланова, камео
- 2000 — «Бандитський Петербург. Фільм 1. Барон» — співачка в кафе, камео (4-та серія)
- 2000 — «Старі пісні про головне-P. S.»
- 2007 — «Любов ще, бути може» — Ольга Миколаївна, редактор (головна роль)
- 2009 — «Татусеві дочки» — камео (133-я серія)
- 2011 — «Новини» — камео
- 2014 — «Шкільний стрілець» — мати головного героя Макса Цвєткова
- 2016 — «Про що мовчать французи?» — камео